# Astroinformatica

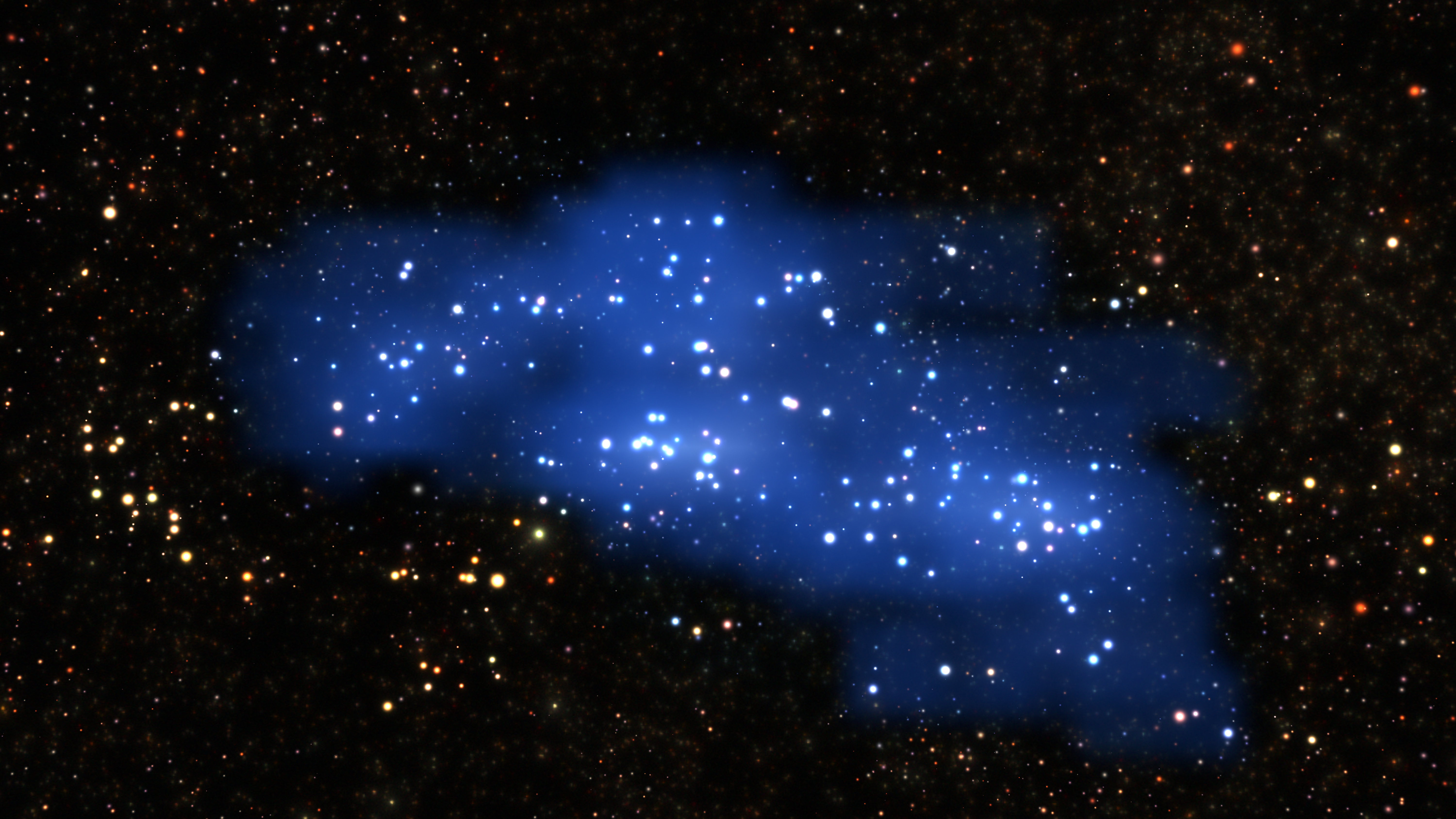
Il proto-superammasso Hyperion è stato scoperto tramite nuove misure e analisi di dati d'archivio

L'astroinformatica è un campo di studi interdisciplinare che combina l'astronomia con la scienza dei dati, l'apprendimento automatico e le tecnologie di informazione e comunicazione.

## Descrizione
L'obiettivo principale dell'astroinformatica è quello di sviluppare gli strumenti, i metodi e le applicazioni della scienza computazionale, della scienza dei dati, dell'apprendimento automatico e della statistica per fare ricerca e istruzione nell'astronomia basata su dati. I primi sforzi in questo ambito comprendono la ricerca di dati, lo sviluppo di standard per i metadati, la modellazione dei dati, lo sviluppo di un dizionario di dati astronomico, l'accesso dei dati, il recupero di informazioni, l'integrazione e l'estrazione dei dati nelle iniziative del Virtual Observatory. Sviluppi ulteriori del campo, insieme al sostegno della comunità astronomica, furono presenti al National Research Council degli Stati Uniti nel 2009 nell'articolo "State of the Profession" per l'Astronomy and Astrophysics Decadal Survey del 2010. Quell'articolo gettò le basi per la successiva esposizione più dettagliata nell'articolo dal titolo Astroinformatics: Data-Oriented Astronomy Research and Education.
L'astroinformatica come campo di ricerca distinto nasce dai campi della bioinformatica e della geoinformatica, e grazie al lavoro di Jim Gray presso Microsoft Research, il cui lascito è ricordato e continuato per mezzo dei Jim Gray eScience Awards.
Sebbene l'obiettivo principale dell'astroinformatica sia la grande raccolta distribuita in tutto il mondo di banche dati astronomiche digitali, archivi di immagini e strumenti di ricerca, il campo riconosce l'importanza di preservare e analizzare con tecniche moderne insiemi di dati contenenti osservazioni astronomiche storiche. Alcuni esperti di astroinformatica contribuiscono a digitalizzare osservazioni e immagini astronomiche storiche e recenti in un grande banca dati per un recupero efficiente attraverso interfacce basate sul web. Un altro obiettivo è quello di contribuire allo sviluppo di nuovi metodi e software per gli astronomi, nonché di facilitare il processo e l'analisi della quantità di dati in rapida crescita nel campo dell'astronomia.
L'astroinformatica è descritta come il "quarto paradigma" della ricerca astronomica. Le aree di ricerca coinvolte nell'astroinformatica sono numerose, come l'estrazione dei dati, l'apprendimento automatico, la statistica, la visualizzazione, la gestione dei dati scientifici e la scienza semantica. L'estrazione dei dati e l'apprendimento automatico svolgono un ruolo significativo nell'astroinformatica come disciplina di ricerca scientifica, grazie alla loro attenzione alla "scoperta della conoscenza dai dati" e all'"imparare dai dati".
La quantità di dati raccolti dalle indagini astronomiche del cielo è cresciuta da gigabyte a terabyte nell'ultimo decennio e si prevede che nel prossimo decennio crescerà fino a centinaia di petabyte con il Large Synoptic Survey Telescope e fino a exabyte con lo Square Kilometre Array. Questa pletora di nuovi dati è un vantaggio ma anche una sfida per la ricerca astronomica. Sono quindi necessari nuovi approcci. In parte a causa di ciò, la scienza guidata dai dati sta diventando una disciplina accademica riconosciuta. Di conseguenza, l'astronomia (e altre discipline scientifiche) stanno sviluppando sottodiscipline dedicate a trattare un'alta intensità di informazioni e di dati, al punto che queste sottodiscipline stanno diventando, o sono già diventate, discipline e programmi accademici autonomi. Sebbene molti istituti di istruzione non presentino un programma di astroinformatica, è molto probabile che tali programmi vengano sviluppati nel prossimo futuro.
L'informatica è stata recentemente definita come "l'uso di dati digitali, informazioni e servizi correlati per la ricerca e la generazione di conoscenza". Tuttavia, la definizione abituale o comunemente utilizzata è "l'informatica è la disciplina che si occupa di organizzare, accedere, integrare ed estrarre dati da fonti multiple per la scoperta e il supporto alle decisioni". Pertanto, la disciplina dell'astroinformatica comprende molte specialità naturalmente correlate, tra cui la modellazione dei dati, l'organizzazione dei dati, ecc. Può anche includere metodi di trasformazione e normalizzazione per l'integrazione dei dati e la visualizzazione delle informazioni, così come l'estrazione della conoscenza, le tecniche di indicizzazione, il recupero delle informazioni e i metodi di data mining. Anche gli schemi di classificazione (ad esempio tassonomie, ontologie, folcsonomie e/o tagging collaborativo) e l'astrostatistica saranno fortemente coinvolti. Anche i progetti di citizen science (come Galaxy Zoo) contribuiscono a scoperte di alto valore e la caratterizzazione di oggetti all'interno di insiemi di dati astronomici.
L'astroinformatica fornisce una contesto naturale per integrare l'istruzione e la ricerca. L'esperienza della ricerca può essere implementata in classe per coltivare la cultura dei dati (data literacy) attraverso un facile riutilizzo dei dati. Ha anche altri usi, come per applicare dati d'archivio in nuovi progetti, il recupero intelligente delle informazioni e altri.